# سنط ملحي
السنط الملحي أو الطلح الملحي (باللاتينية: Acacia ampliceps) هي شُجيرة أو شجرة تنتمي لجنس السنط، وإلى الجُنيس (باللاتينية: Phyllodineae). يستوطن منطقة في ولاية الإقليم الشمالي، وكيمبرلي، وبيلبرا في غرب أستراليا، وتنمو الشجرة الملساء الكثيفة عادةً لتصل لارتفاع 1.5 إلى 8 متر. وتزهر من مايو حتى أغسطس وتُنتج كريمة الورود.
والشجرة سريعة النمو تقريباً، وتنمو على امتداد مجاري المياه، والأودية، والشعاب، وقنوات الصرف ذات الأراضي التلية، وتنمو في الترب المالحة والقلوية. ويتحمل هذا النبات فترات الجفاف التي قد تصل إلى 9 شهور، وهو نبات سريع النمو لا يزيد عمره عن 50 عام. وينمو النبات منتشراً متفرع بالقرب من سطح التربة، وللنبات أغصان نحيلة متدلية، وسويقات ورقية ذات لون أخضر فاتح . وتظهر الأزهار كروية الشكل في نورات رأسية ذات لون أبيض إلى كريمي، ويتحمل هذا النبات الملوحة الشديدة، ولكنه لا يتحمل الصقيع، ويتأثر بالحشرات، ويتكاثر بالبذور.
يُستخدم هذا النبات كسات ومصد للرمال والرياح، وذلك لنمط نموه المفترش، مما يجعل منه صالحاً لتغطية التربة. وقد زُرع في مشاريع استصلاح السبخات في المملكة العربية السعودية.